# 万武义
万武义（1952年3月12日—），陕西安康人，中共中央宣传部新闻协调小组组长、新华社国内部主任，据传其于2010年出逃英国。
万武义1976年毕业于西北大学中文系。1984年起，进入新华社陕西分社任记者。后又任陕西分社信息部主任、湖北分社副社长、社长等职。2000年起，调入新华社总社担任国内部常务副主任，并于2002年起任国内部主任，同时还担任中共中央宣传部新闻协调小组组长。2010年，据传其在与一中组部代表团访问英国后，称病未回国。有消息表示他出逃的原因可能是其与2010年1月新华社副社长崔济哲被双规的事件有关。
他曾获得过第四届全国百佳新闻工作者、2008年长江韬奋奖等荣誉。